# Алая Дон Джонсон
Ала́я Дон Джонсон (англ. Alaya Dawn Johnson, нар. 31 березня 1982, Вашингтон, США) — американська письменниця у жанрі наукової фантастики та фентезі.

## Біографія
Алая Дон Джонсон народилася 31 березня 1982 року у місті Вашингтон, США. У 2004 році отримала ступінь бакалавра мистецтв у Колумбійському університеті зі спеціалізацією у східноазійських мовах та культурах.
Джонсон живе у Нью-Йорку.

## Кар'єра
Крім короткої прози Джонсон опублікувала два романи у жанрі міське фентезі про вампіршу-суфражистку Зефір Холліс (англ. Zephyr Hollis), дія яких відбувається у альтернативному Нью-Йорку 1920-х років. Також вийшло два її романи, дія яких відбувається на островах, які нагадують досучасну Полінезію, де люди навчилися контролювати стихійні сили. У 2013 році Джонсон опублікувала свій перший роман для підлітків «Літній принц» (англ. The Summer Prince). Цей роман не входить до жодної серії і розповідає про постапокаліптичне Кіберпанкове бразильське місто, збудоване у аркологічному стилі і яке керується матріархатом, заснованому на нанотехнологіях. У 2014 році вийшов ще один її підлітковий роман поза серіями «Кохання — це наркотик» (англ. Love Is the Drug), дія якого відбувається у Вашингтоні. Роман розповідає про школяра, чия втрата пам'яті можливо пов'язана з пандемією грипу.

## Твори

### Романи
- 2013 — «Літній принц» (англ. The Summer Prince)
- 2014 — «Кохання — це наркотик» (англ. Love Is the Drug), ISBN 978-0545417815

#### Серія «Ті, що зв'язують духів»
- 2007 — «Гнати темряву» (англ. Racing the Dark), ISBN 193284144X
- 2010 — «Палаюче місто» (англ. The Burning City), ISBN 978-1932841459

#### Серія «Зефір Холліс»
- 2010 — «Місячне сяйво» (англ. Moonshine), ISBN 0312648065
- 2012 — «Лихе місто» (англ. Wicked City), ISBN 978-0-312-56548-0

### Коротка проза
- 2005 — «Скляний уламок» (англ. Shard of Glass)
- 2010 — «Кохання розірве нас» (англ. Love Will Tear Us Apart)
- 2011 — «Їх тіла, що змінюються» (англ. Their Changing Bodies)
- 2013 — «Вони повинні посолити землю насінням скла» (англ. They Shall Salt the Earth with Seeds of Glass), перша публікація — «Азімовз сайнс фікшн», вип. 37
- 2014 — «Путівник з гавайських фруктів» (англ. A Guide to the Fruits of Hawai'i)

### Антології
- 2016 — «Тремонтайн: сезон перший, випуск перший» (англ. Tremontaine: Season One Volume One)
- 2016 — «Тремонтайн: сезон перший, випуск другий» (англ. Tremontaine: Season One Volume Two)

## Обрані нагороди та номінації

### Нагороди
- 2015 — Премія імені Андре Нортон за роман «Кохання — це наркотик»
- 2015 — Премія «Неб'юла» за накращу коротку повість за повість «Путівник з гавайських фруктів»[10]

### Номінації
- 2011 — Номінація на Меморіальну премію Джеймса Тіптрі-молодшого за оповідання «Їх тіла, що змінюються»
- 2011 — Номінація на премію «Локус» за найкраще оповідання за оповідання «Кохання розірве нас»
- 2013 — Фіналістка Меморіальної премії Джеймса Тіптрі-молодшого за роман «Літній принц»
- 2014 — Номінація на премію імені Андре Нортон за роман «Літній принц»[11]
- 2014 — Номінація на премію «Неб'юла» за накращу коротку повість за повість «Вони повинні посолити землю насінням скла»[11]
- 2014 — Номінація на Меморіальну премію імені Теодора Стерджона за повість «Вони повинні посолити землю насінням скла»
- 2014 — Фіналістка премії «Локус» за найкращу підліткову книгу за роман «Літній принц»
- 2015 — Номінація на премію «Локус» за найкращу підліткову книгу за роман «Кохання — це наркотик»
- 2015 — Номінація на премію «Локус» за найкращу коротку повість за повість «Путівник з гавайських фруктів»
- 2017 — Номінація на премію «Локус» за найкращу антологію за антології «Тремонтайн: сезон перший, випуск перший» і «Тремонтайн: сезон перший, випуск другий»